# Argynnis transiens
Argynnis transiens är en fjärilsart som beskrevs av Karl Schawerda 1928. Argynnis transiens ingår i släktet Argynnis och familjen praktfjärilar. Inga underarter finns listade i Catalogue of Life.